# Petronella Burgerhof
Petronella Burgerhof (Haia, 6 de dezembro de 1908 – Haia, 15 de setembro de 1991) foi uma ginasta neerlandesa, que conquistou uma medalha de ouro junto com a seleção neerlandesa nos Jogos Olímpicos de Verão de 1928, em Amesterdã.

## Carreira olímpica
Petronella Burgerhof integrou a seleção neerlandesa campeã olímpica por equipes femininas nos jogos Olímpicos de Verão de 1928, conquistando a medalha de ouro com 316.75 de pontuação total.